# Japan Domestic Airlines
Japan Domestic Airlines (Nihon Kokunai Kōkū, jap. 日本国内航空), auch bekannt als JDA, war eine japanische Inlandsfluggesellschaft. 

## Geschichte
Sie entstand am 15. April 1964 durch die Fusion von drei kleineren Airlines: der Kita-Nihon Kōkū (北日本航空, engl. Kita Nihon Airlines Co., Ltd., NJA), der Fuji Kōkū (富士航空, engl. Fuji Airlines Co., Ltd., FAL) und der Nittō Kōkū (日東航空, engl. Nittoh Airlines Co., Ltd., NAL).
Als Flugzeuge wurden japanische NAMC YS-11 eingesetzt; 1966 wurden die ersten neu bestellten Boeing 727-100 geliefert.
Am 15. Mai 1971 fusionierte Japan Domestic Airlines mit Toa Airways zur Toa Domestic Airlines (TDA).

## Flotte
JDA setzte u. a. folgende Flugzeugtypen ein:
- Boeing 727-100
- Convair CV-240
- Convair CV-880
- Douglas DC-3/C-47
- De Havilland DH.114 Heron
- NAMC YS-11
- Nord 262

## Zwischenfälle

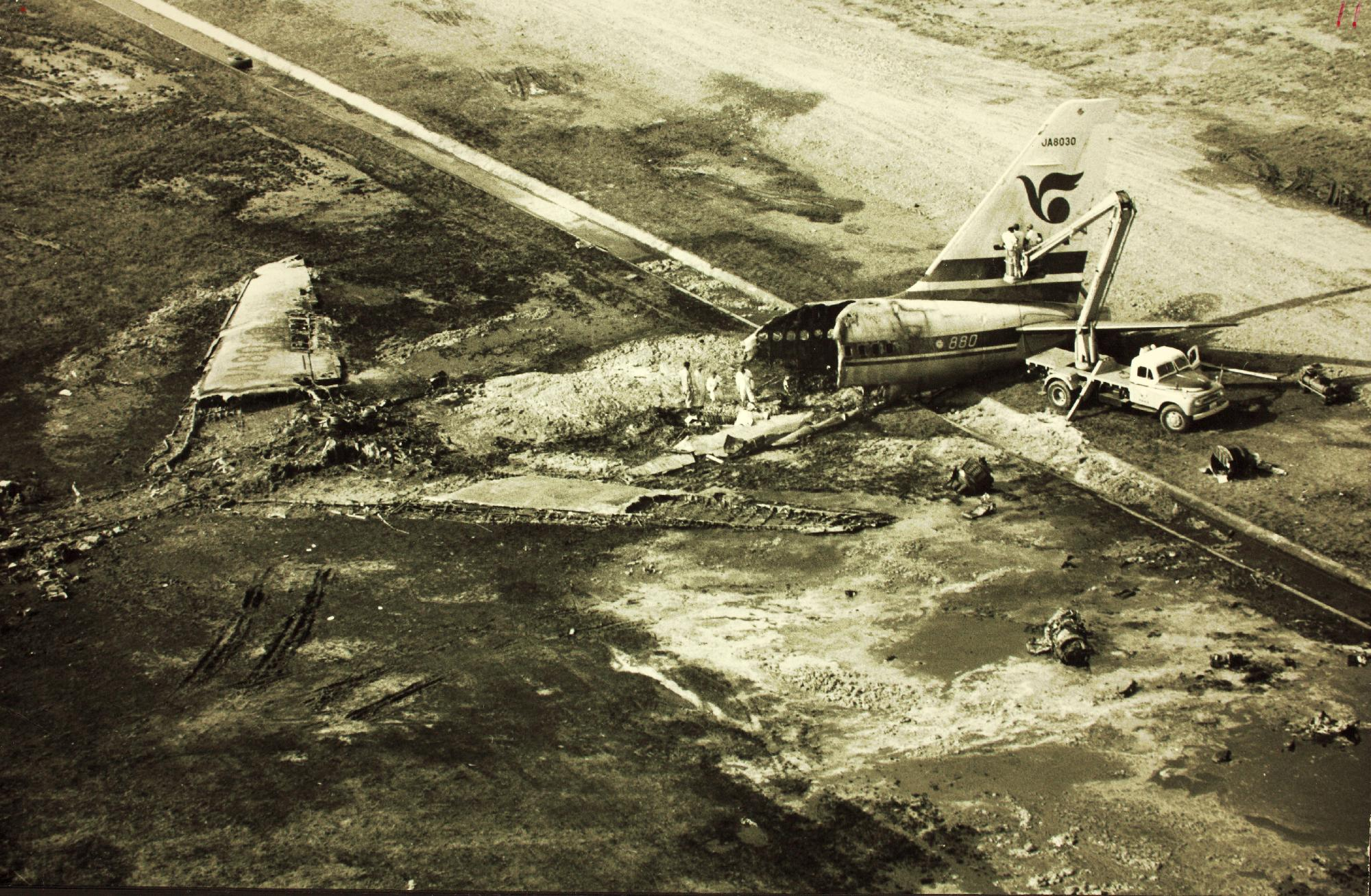
Die am 26. August 1966 verunglückte Convair CV-880

Im Folgenden werden relevante Zwischenfälle der Japan Domestic Airlines und ihrer Vorgängergesellschaften Kita Nihon Airlines, Fuji Airlines und Nittoh Airlines aufgeführt.
- Am 27. Februar 1964 überrollte eine Convair CV-240 der Fuji Airlines (Luftfahrzeugkennzeichen JA5098) bei der Landung auf dem Flughafen Ōita (Japan) das Landebahnende, kollidierte mit Holzstößen hinter der Landebahn und stürzte in das trockene Flussbett des Urakawa. Beim Aktivieren des Umkehrschubs fiel dieser auf der rechten Seite aus, wodurch es zu asymmetrischer Schubverteilung und fehlender Verzögerung kam. Da auch die Bremsen nicht normal funktionierten, wurde erfolgreich die Notbremse aktiviert. Dies reichte jedoch nicht aus, um das Flugzeug auf der zu dieser Zeit 1080 Meter langen Bahn zu stoppen. Von den 42 Insassen kamen 20 ums Leben, 2 Besatzungsmitglieder und 18 Passagiere. Die übrigen 22 Insassen überlebten.[2][3]

- Am 29. Mai 1965 ließ sich bei einer Convair CV-240 der Japan Domestic Airlines (JA5088) das rechte Hauptfahrwerk nicht ordnungsgemäß verriegelt ausfahren. Bei der Landung auf dem Flughafen Obihiro (Japan) wurde das Flugzeug dann irreparabel beschädigt, aber alle Insassen überlebten die Bruchlandung.[4][5]

- Am 26. August 1966 verunglückte die einzige Convair CV-880 der Japan Domestic Airlines (JA8030) auf dem Flughafen Tokio-Haneda beim Start zu einem lokalen Trainingsflug. Die gesamte fünfköpfige Besatzung kam dabei ums Leben (siehe auch Flugunfall einer Convair CV-880 auf dem Flughafen Tokio-Haneda).[6]

## Weblink
- Daten über die Fluggesellschaft Japan Domestic Airlines  im Aviation Safety Network (englisch)